# روجر لامبريشت
روجر لامبريشت هو لاعب كرة قدم ومدرب كرة قدم ورائد أعمال بلجيكي، ولد في 19 أغسطس 1931 في Lokeren ‏ في بلجيكا، وتوفي في 15 فبراير 2022 في سينت نيكلاس في بلجيكا. لعب مع Royale Jeunesse Arlonaise ‏.